# Ron Masak
Ronald Alan Masak, detto Ron (Chicago, 1º luglio 1936 – Thousand Oaks, 20 ottobre 2022), è stato un attore e doppiatore statunitense.

## Biografia
Dopo gli inizi come attore teatrale, passò alla televisione debuttando nel 1960 in un episodio della serie Ai confini della realtà. Partecipò alla serie Vita da strega nell'episodio 25 della quinta stagione, intitolato Processo alla strega, e apparve nella serie Get Smart (1968). Tra il 1973 e il 1978 fu tra i personaggi principali del telefilm Sulle strade della California. Partecipò anche a una puntata de Il mio amico Arnold (1985), nell'episodio della 7ª stagione, impersonando un padre la cui bambina di sette anni va a dormire dai Drummond con il piccolo Sam.
Divenne noto interpretando dal 1989 al 1996 il ruolo dello sceriffo Mort Metzger nella celebre serie televisiva La signora in giallo, a fianco di Angela Lansbury. Nel 1998 fece parte del cast dell'episodio Scandali a Hollywood, della serie Colombo, nel ruolo di un taxista ex detenuto. In seguito lavorò come doppiatore, prestando anche la voce al personaggio del veterano Holt nella versione originale del videogioco Medal of Honor: European Assault. Negli anni novanta apparve in diversi programmi televisivi statunitensi, come i giochi a premi To Tell the Truth, Match Game e Super Password.
Era sposato dal 1961 con Kay Knebes, da cui ebbe sei figli.
Ron Masak muore a Thousand Oaks il 20 ottobre 2022 all'età di 86 anni.

## Filmografia parziale

### Cinema
- Base artica Zebra (Ice Station Zebra), regia di John Sturges (1968)
- A Time for Dying, regia di Budd Boetticher (1969)
- Tora! Tora! Tora!, regia di Richard Fleischer, Kinji Fukasaku (1970)
- Il divorzio è fatto per amare (The Marriage of a Young Stockbroker), regia di Lawrence Turman (1971)
- L'uomo laser (Laserblast), regia di Michael Rae (1978)
- Doppia verità (Listen to Me), regia di Douglas Day Stewart (1989)
- Codice criminale (No Code of Conduct), regia di Bret Michaels (1998)
- Gli scaldapanchina (The Benchwarmers), regia di Dennis Dugan (2006)

### Televisione
- Ai confini della realtà (The Twilight Zone) – serie TV, 1 episodio (1960)
- Get Smart – serie TV, 1 episodio (1968)
- Strega per amore (I Dream of Jeannie) – serie TV, 2 episodi (1968-1969)
- Vita da strega (Bewitched) – serie TV, 5 episodi (1969-1970)
- Giovani avvocati (The Young Lawyers) – serie TV, episodio 1x20 (1971)
- Mary Tyler Moore Show – serie TV, 1 episodio (1971)
- Sulle strade della California (Police Story) – serie TV, 6 episodi (1975-1978)
- Agenzia Rockford (The Rockford Files) – serie TV, episodio 4x11 (1977)
- Il mio amico Arnold (Diff'rent Strokes) – serie TV, 1 episodio (1985)
- La signora in giallo (Murder, She Wrote) – serie TV, 41 episodi (1985-1996)
- Webster – serie TV, 4 episodi (1986-1988)
- Colombo (Columbo) – serie TV, 1 episodio (1998)
- Cold Case - Delitti irrisolti (Cold Case) – serie TV, 1 episodio (2008)

## Doppiatori italiani
Nelle versioni in italiano delle opere in cui ha recitato, Ron Masak è stato doppiato da:
- Michele Gammino in Base artica Zebra
- Saverio Moriones ne La signora in giallo (ep. 3x19)
- Gino Pagnani in La signora in giallo (st. 5-12)